# Caribes de San Sebastián (pallavolo maschile)
I Caribes de San Sebastián sono una franchigia pallavolistica maschile portoricana, con sede a San Sebastián: militano nella Liga de Voleibol Superior Masculino.

## Storia
I Caribes de San Sebastián vengono rifondati nel 1984, debuttando immediatamente nella Liga de Voleibol Superior Masculino: vi giocano ininterrottamente fino alla stagione 2007, giocando sei finali scudetto e vincendo quella del 1999.
Riprendono le proprie attività nel 2009, acquistando il titolo dei Gigantes de Adjuntas, tuttavia restano attivi nella Liga de Voleibol Superior Masculino per due sole stagioni, per poi cedere il proprio titolo ai Cariduros de Fajardo.
Rifondati nel 2013, acquistando il titolo dei Patriotas de Lares, restano attivi nella sola stagione 2013-14, scegliendo di non iscriversi al campionato successivo. I Caribes tornano in campo nella Liga de Voleibol Superior Masculino 2015, dove, dopo aver dominato la stagione regolare, escono di scena già ai quarti di finale. Nella stagione seguente si spingono fino alla finale scudetto, ma vengono sconfitti in quattro giochi dai Mets de Guaynabo.
Nel campionato 2017 chiedono nuovamente dispensa, non iscrivendosi al campionato, come accade anche nel campionato seguente; tornando quindi in campo nella stagione 2019.
Nel maggio 2021 la franchigia cede i propri diritti di partecipazione alla città di Aguadilla, cessando le proprie attività, salvo poi essere rifondata nel giugno dello stesso anno acquistando il titolo dei Plataneros de Corozal. Si aggiudicano il secondo titolo della propria storia al termine della Liga de Voleibol Superior Masculino 2023, seguito dal terzo nella stagione seguente.

## Rosa 2024
| N° | Nome             | Ruolo | Data di nascita   | Nazionalità sportiva |
| -- | ---------------- | ----- | ----------------- | -------------------- |
| 1  | Enger Miéses     | L     | 1º dicembre 1995  | Porto Rico           |
| 2  | Anthony Negrón   | C     | -                 | Porto Rico           |
| 3  | Pablo Guzmán     | S     | 2 giugno 1987     | Porto Rico           |
| 5  | Pedro Nieves     | C     | 29 giugno 1993    | Porto Rico           |
| 7  | Diego Villafañe  | P     | 10 dicembre 1999  | Porto Rico           |
| 8  | Marcos Liendo    | L     | -                 | Porto Rico           |
| 9  | Daniel Martínez  | C     | -                 | Porto Rico           |
| 10 | Ezequiel Cruz    | S     | 15 luglio 1986    | Porto Rico           |
| 12 | Howard García    | P     | 8 febbraio 1994   | Porto Rico           |
| 14 | Pelegrín Vargas  | S     | 31 luglio 1998    | Porto Rico           |
| 15 | Johan León       | S     | 12 maggio 1999    | Porto Rico           |
| 16 | Jackson Rivera   | S     | 19 agosto 1987    | Porto Rico           |
| 17 | Kenneth Martínez | C     | 25 settembre 1998 | Porto Rico           |
| 24 | Jalen Penrose    | O     | 9 dicembre 1994   | Stati Uniti          |

## Palmarès
- Campionato portoricano: 3

1999, 2023, 2024